# Vranje
Vranje (v srbské cyrilici Врање) je město na jihu Srbska. Podle sčítání lidu z roku 2011 zde žilo 60 485 obyvatel. Je regionálním centrem (hlavní město Pčinjského okruhu). Z Vranje pocházel např. srbský spisovatel Borisav Stanković a teolog Justin Popović.

## Poloha
Město se rozkládá ve Vranjské kotlině, zhruba 50 km od hranic se Severní Makedonií. na rozhraní horské krajiny (Pljačkovica) a širokého údolí řeky Južna Morava. Přirozenou osou města je řeka Vranjska reka. Nadmořská výška se pohybuje u severních částí města okolo 550 m n. m. a u jižních okolo 400 m n. m.

## Název
Původ jména Vranje není jasně doložený. Podle některých výkladů je slovanského původu, příbuzné se slovem vrána nebo s českým vrané. Pro okolní oblast používalo místní obyvatelstvo jméno Vranja. V bulharštině se pro město používá jméno Враня; používalo se během bulharských okupací Vranje za světových válek. Turci původní název středního rodu přetvořili na ženský, což se v prostředí na nějaký čas ujalo.

## Klimatické poměry
Podnebí, které v oblasti působí, je mírné, ale ovlivňuje jej také Středomoří. Jara přicházejí brzy a trvamjí jen krátce, léta jsou teplá, suchá a trvají dlouhou, delší dobu zde trvá také podzim, během podzimu prší méně a je slunečno. Zima je kratší a sněží méně. Časté jsou sněhové srážky v okolních horách. Průměrná lednová teplota zde dosahuje 3 °C, červnová 22,0 °C. Nejvyšší historicky naměřená teplota zde dosáhla 38,3 °C.

## Historie
První zmínka o městě pochází z roku 1093. Nejspíše vzniklo na místě římské osady Anausarumom.
V roce 1455 bylo spolu s celým okolím obsazeno tureckými vojsky. V dobách vrcholného středověku bylo křižovatkou cest mezi Srbskem, Makedonií a Bulharskem, klíčovým místem na moravsko–vardarské spojnici. Vyráběly se zde především zbraně a železné předměty.
Podle cestopisu Benedikta Kuprešiće z roku 1530 sestávalo Vranje z pevnosti a malé osady v jejím okolí. Pevnost představoval dnešní hrad Markovo Kale; zbytek sídla tvořilo jeho podhradí, z něhož se postupně vyvinulo jádro dnešního města. V té době bylo centrem vlastní náchie. Nacházelo se zde 35 muslimských a 33 křesťanských domů.

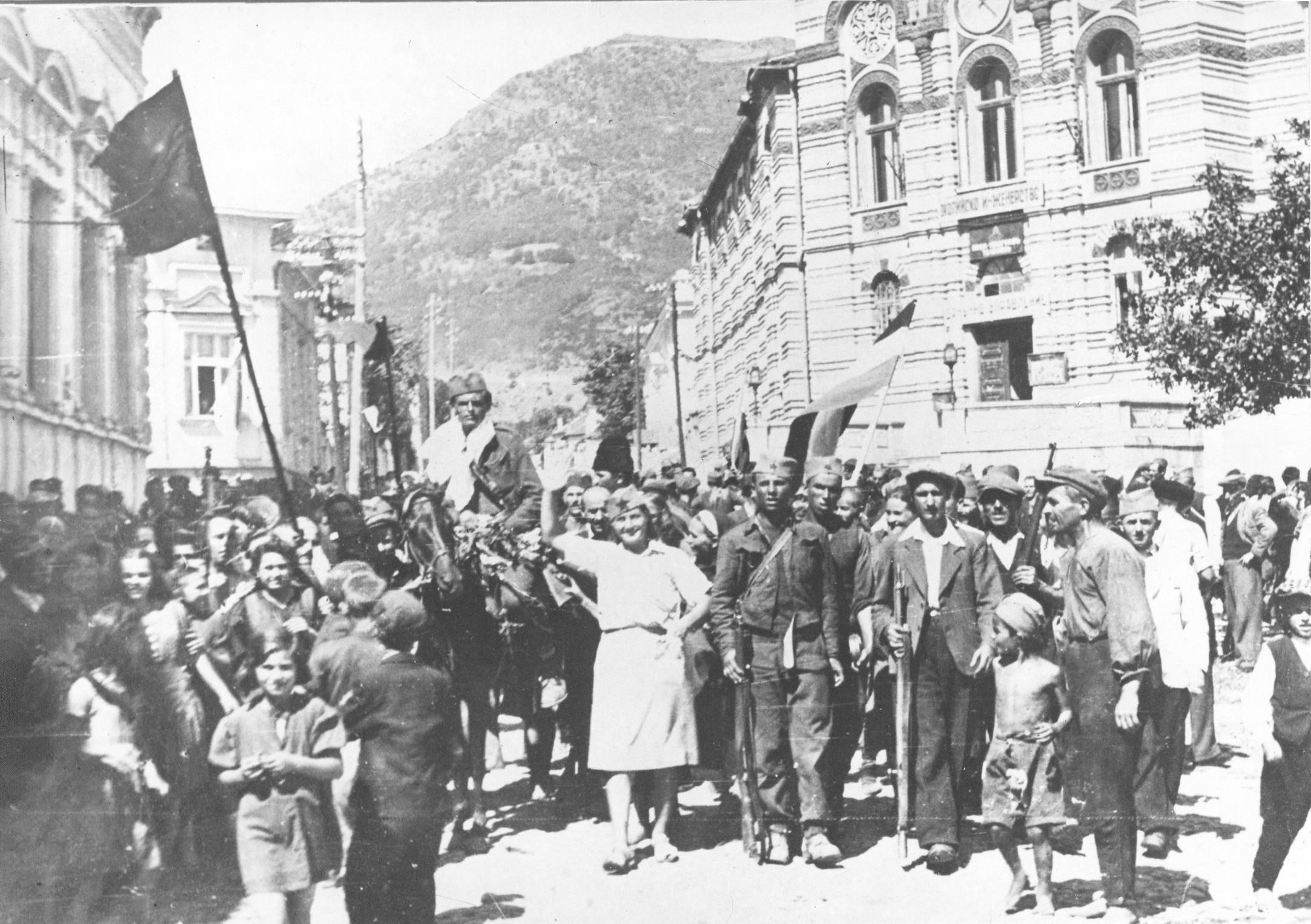
Osvobození města v roce 1944.

Díky významné poloze na hlavní spojnici dnešního Srbska s centrem Osmanské říše lákalo město pozornost v Osmanské říši. Usazovali se zde kolonisté a město se postupně rozrůstalo. Vznikla řada mešit a turecké lázně. Místní kupci měli obchodní kontakty v celé Osmanské říši a běžně ovládali arabštinu a turečtinu.

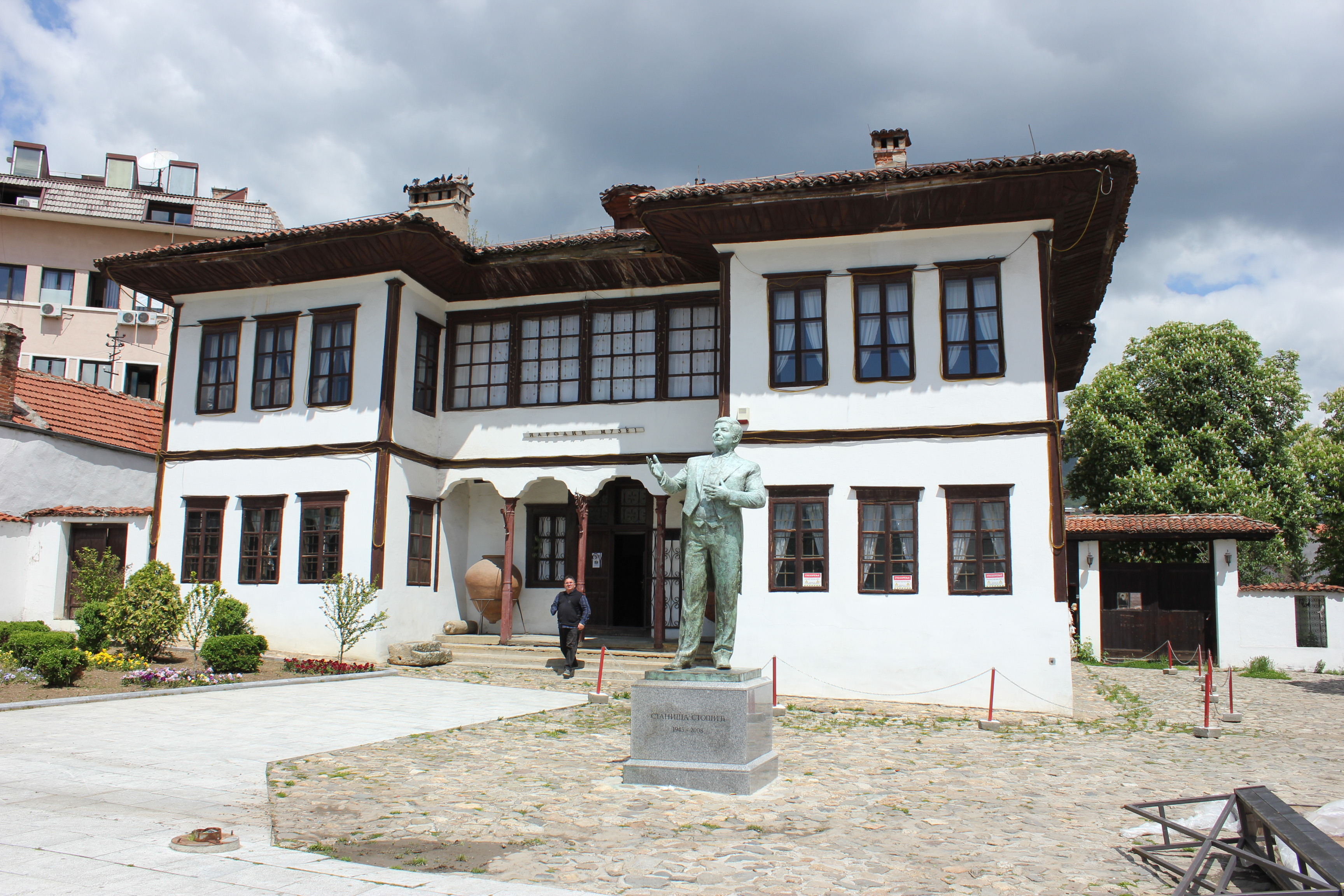
Dochovaná stavba z doby existence Osmanské říše – Pašův konak, která dnes slouží jako budova muzea.

V letech 1689–1690 bylo město okupováno rakouskými vojsky v závěru tzv. velké turecké války. Po skončení konfliktu část pravoslavného obyvatelstva odešla na sever v rámci tzv. stěhování Srbů.
V roce 1844 zde vypuklo tzv. ašaratské povstání místního tureckého obyvatelstva, které odmítalo reformy, prosazované vládou (Vysokou portou) v Istanbulu. Tyto reformy měly zlepšit postavení pravoslavného (srbského) obyvatelstva. Protesty vyústily v hněv místních Turků vůči křesťanské populaci a k jeho ostrakizaci.
Na základě Sanstefanské mírové smlouvy mělo být město připojeno k Bulharsku, to se ale nakonec neuskutečnilo. Roku 1878 bylo město osvobozeno od turecké nadvlády. Stalo se součástí tzv. nových oblastí, kde Srbsko zavedlo svojí správu. Nakonec se stalo správním centrem okruhu.
Podle prvního srbského sčítání lidu mělo Vranje 8291 obyvatel a 1803 domů. Na počátku 20. století dosahoval počet obyvatel již okolo dvaceti tisíc. Nacházel se zde i konzulát Osmanské říše. Z Vranje byly často vysílány skupiny četniků na území dnešní Severní Makedonie, kde podnikaly výpravy proti tamním Turkům.
V roce 1883 získalo město první urbanistický plán. O tři roky později byla přivedena ze severu (z Niše) i železniční trať, v roce 1889 prodloužená do Skopje. Zvyky a kulturu místního obyvatelstva zdokumentovali v období od odchodu Turků do Balkánských válek Borisav Stanković a Jovan Hadži-Vasiljević.
Dne 4. dubna 1904 postihlo Vranje zemětřesení, které způsobilo velké materiální škody. Z celkových 2043 tehdejších budov jich bylo zničeno nebo vážně poškozeno 891, což představovalo celkem 38,7 % všech staveb. Nebyly však žádné oběti na životech a pouze dva zranění.
Dodnes se zde (stejně jako v celém jižním a východním Srbsku) dochovala celá řada tureckých památek (např. Pašinov konak, Markovo kale aj). Město těžce strádalo během balkánských válek i první světové války.
V roce 1919 byl ve Vranji založen první fotbalový klub s názvem Jedinstvo (Jednota) a brzy nato i druhý s názvem Sloga. Po druhé světové válce se názvy obou klubů změnily na Hajduk a Građanski. V roce 1920 byla do Vranje zavedena elektřina.
Dne 9. dubna 1941 Vranje obsadila německá vojska a po několika týdnech je postoupila Bulharům (22. dubna). Ti jej začlenili do svého zvětšeného Bulharska pod názvem Vraňa (bulharsky Враня). Během okupace docházelo ve Vranje k opakované perzekuci místního obyvatelstva; několik set lidí bylo za čtyři válečná léta zabito a několik tisíc uvězněno.[zdroj?] Město mělo klíčový význam především díky železnici vedoucí dále na jih do Řecka, partyzáni na trať útočili a v prostoru mezi městy Kumanovo a Vranje aktivně operovali. Některé partyzánské jednotky byly zformovány z místních bojovníků. Město bylo osvobozeno dne 7. září 1944. Po druhé světové válce se zde rozvíjel textilní, obuvní a další zpracovatelský průmysl.

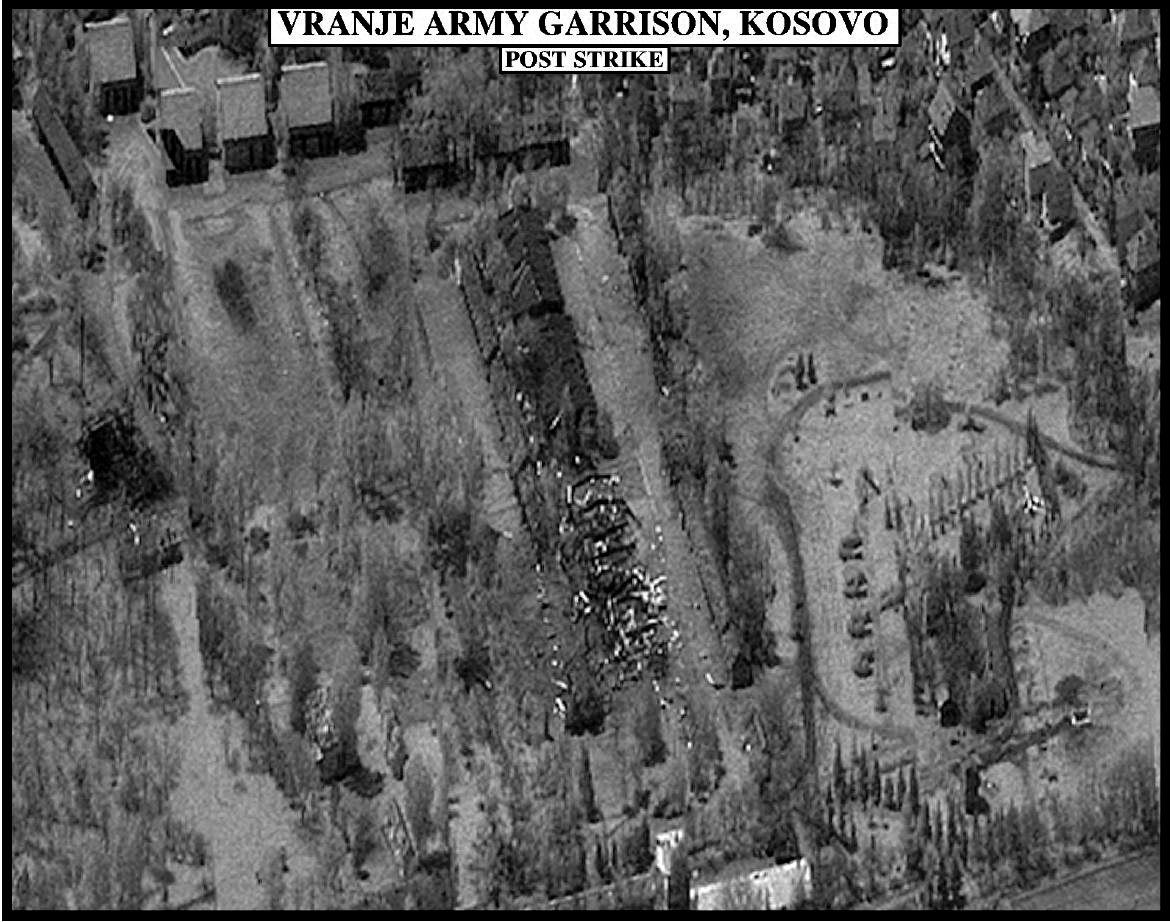
Bombardování místních kasáren v roce 1999.

V roce 1946 bylo ve Vranje otevřeno divadlo, dnes Divadlo Bory Stankoviće. O dva roky později 1948 mělo město 11 252 obyvatel.
V roce 1951 Vranje mírně poničilo zemětřesení. Kolem něho procházela i Dálnice bratrství a jednoty, která spojovala Makedonii se zbytkem tehdejší Jugoslávie. Dosáhla sem v roce 1961. Později ji nahradila skutečná dálnice. Co se týče modernizace města v souvislosti s bytovou výstavbou a panelovými domy, ve Vranji byla realizována jen v omezeném počtu. Vznikla některá menší sídliště, především jižně a jihovýchodně od centra města, původní balkánský charakter města však nebyl vážněji změněn. Některé veřejné domy ale vznikly především v centru města. Postaven byl např. moderní hotel Vranje, který byl značně ovlivněn brutalistickou architekturou tehdejší Jugoslávie.
Roku 1979 bylo k městu administrativně přičleněna řada dalších obcí v okolí.

## Obyvatelstvo
Vranje vykazovalo značný růst počtu obyvatel již od počátku 20. století. Díky industrializaci a dopravnímu spojení nadregionálního významu město dosáhlo cca 60 tisíc obyvatel. Drtivá většina z nich je srbské národnosti (91,7 %); k nejpočetnějším menšinám patří Romové (4,99 %). Několik stovek osob se také v posledním sčítání přihlásilo k bulharské, resp. makedonské národnosti. Romské obyvatelstvo se soustředí v několika lokalitách po městě. V místní části Gornja Čaršija je nejpočetnější a jedná se o jednu z největších romských lokalit na území Srbska.
Počet obyvatel zde dlouhodobě klesá; jen mezi lety 2011 a 2022 město Vranje se svým okolím ztratilo deset tisíc obyvatel.
Místní obyvatelstvo hovoří specifickým dialektem srbského jazyka (označovaným někdy jako torlačtina), který je blízký makedonštině a bulharštině. Dle standardní srbské dialektologie spadá pod prizrensko-jihomoravský dialekt.

## Kultura a památky

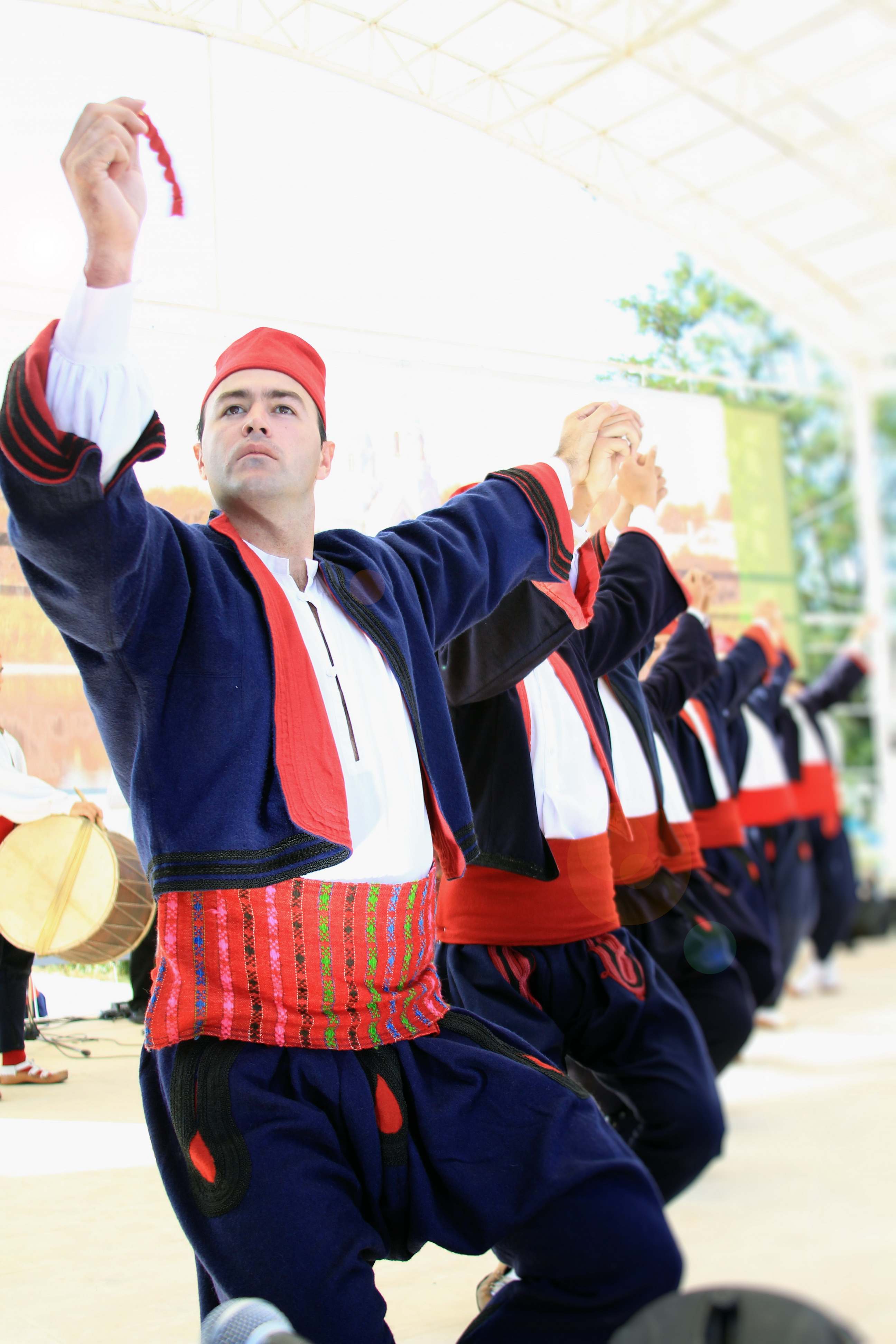
Lidové kroje z Vranje a okolí.

### Pamětihodnosti
V blízkosti města se nachází přírodní památka údolí Kazanđol, hojně navštěvovaná turisty. Oblíbené je také Aleksandrovacké jezero.
V samotném středu města se nachází pobočka Národního muzea, umístěná v historicky hodnotné budově Pašova konaku z roku 1765. Památkově chráněné jsou rovněž další dvě historické budovy v jeho blízkosti, bývalé reprezentativní/rezidenční domy Haremluk a Selamluk. Patří k nemnoha připomínkám osmanské architektury ve městě. Jednou z nich je i Bílý most (srbsky Beli most), dále potom turecké lázně (hamam z roku 1690 a další.
Mezi památky, které vznikly po odchodu Turků, patří např. budova okresního úřadu (srbsky Зграда окуржног начелства) z let 1905 až 1907, památník osvoboditelům nebo Dům armády.

### Kulturní události
Ve městě je tradiční hudba a působí zde uskupení balkánské dechové hudby. Koná se zde řada různých akcí, jako je třeba Borův týden, Borovy divadelní dny nebo Staré dny. Mezi významná ve městě slavená data patří 31. ledna (osvobození od Turků) a 7. září (osvobození v druhé světové válce). Místní škola animovaného filmu pořádá pravidelně od roku 1997 každoroční Mezinárodní dílnu animovaného filmu.

### Kulturní instituce
Mezi kulturní instituce, působící ve Vranje, patří např. Národní muzeum (místní pobočka), dále divadlo Bory Stankovće nebo jeho knihovna. V roce 1987 zde byla založena škola animovaného filmu. Město Vranje financuje celkem šest kulturních organizací, které na území města působí.
Ve Vranji se také nachází muzeum Bory Stankoviće (sídlí na adrese Baba Zlatina 9).

## Hospodářství

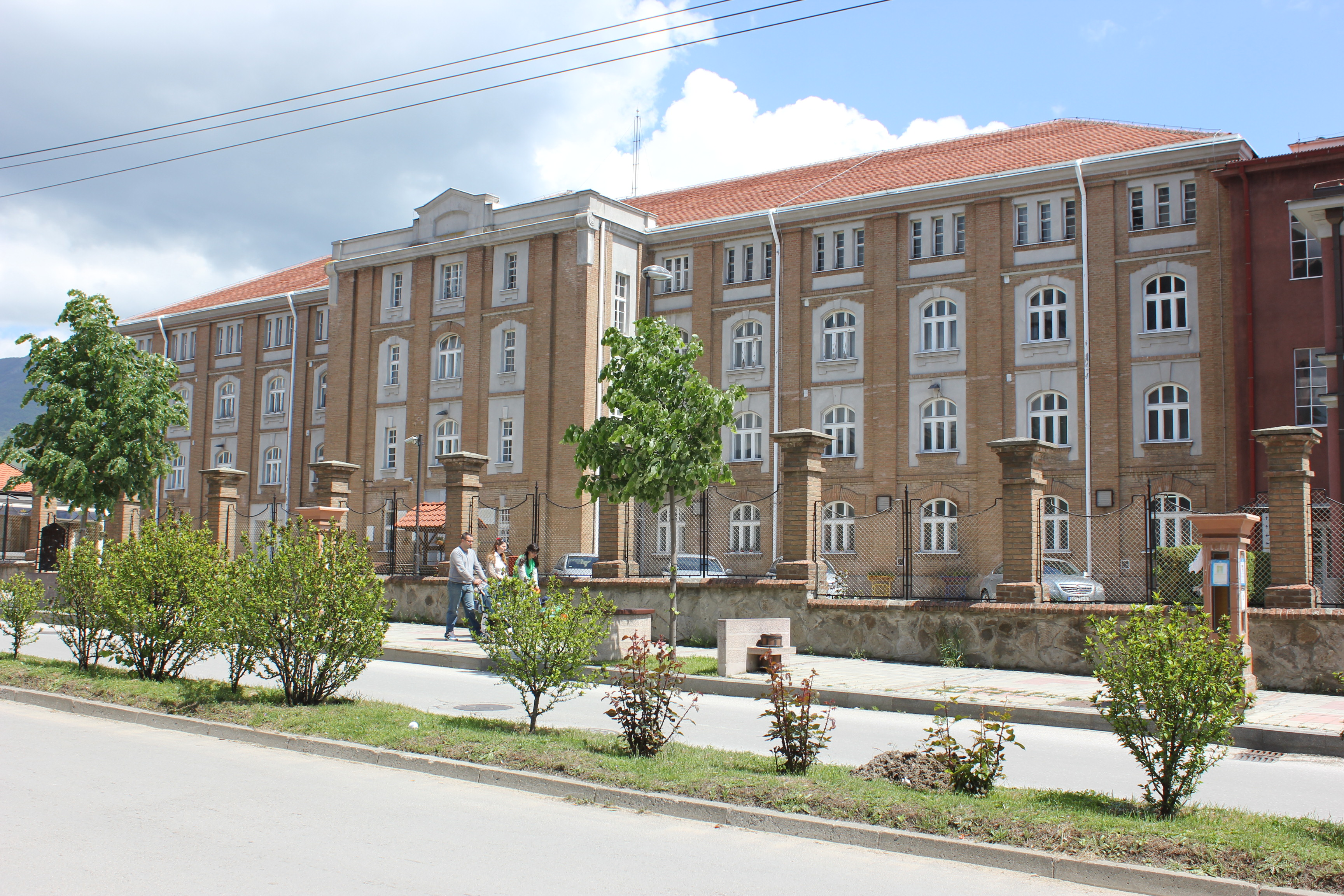
Historická budova továrny na zpracování tabáku.

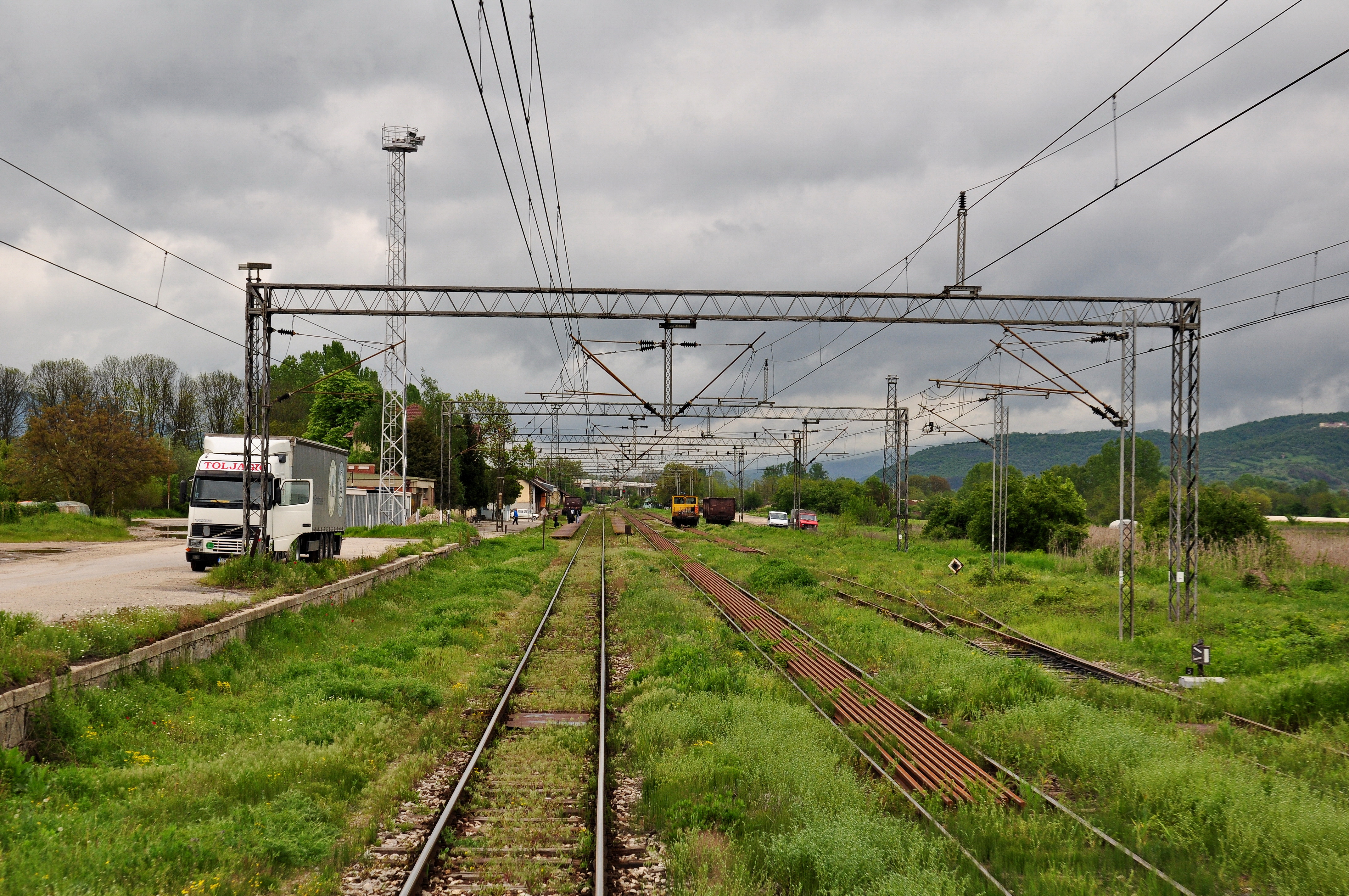
Železniční stanice Vranje

Až do poloviny 20. století bylo Vranje městem, kde se většina obyvatel věnovala především řemeslu. Díky vhodným klimatickým podmínkám se zde tradičně daří vinařství a husté lesy z okolí města umožnily rozvoj dřevařství.
S počátkem budování průmyslu v 60. letech řada tradičních řemesel zanikla. Vzniklo několik továren: zpracování tabáku (DIV), SIMPO (vyrábějící nábytek), textilní továrna Koštana, bavlněný kombinát Yumco, Alfa Plam, SZP Zavarivač Vranje. Počet zaměstnanců ve městě vzrostl z 1525 v roce 1961 na 4 374 v roce 1971 a 32 758 v roce 1998.
V závěru 20. století došlo v důsledku problematické hospodářské situace Srbska k postupnému krachu jednotlivých továren, jakými byly např. Yumco nebo Koštana. Textilní průmysl se ukázal být neschopným konkurence s dováženým zbožím. Nezaměstnanost ve Vranji je jednou z nejvyšších v celém Srbsku.[zdroj?]
Ve městě vznikly nové průmyslové zóny, které mají přilákat zahraniční investory. Stojí zde jedna ze 14 tzv. "svobodných zón". V celém městě působí okolo 2500 společností. Původní areál společnosti Yumco je považován za brownfield a má být dále rozvíjen dalšími společnostmi. Kromě toho zde ale vznikají i nové areály na zelené louce.
Výhledově má být u Vranje postaven rozsáhlý komplex větrných elektráren.

## Doprava
Město je napojené na hlavní dopravní koridor, který vede z Bělehradu a Niše k hranici se Severní Makedonií. Díky tomu přes Vranje směřuje významná páteřní železniční trať i dálnice. Předtím, než zde stála dálnice, vedla přes Vranje silnice celostátního významu, která byla mimoúrovňovými křižovatkami oddělená od zbytku města. Město Soluň s mezinárodně významným přístavem se nachází 285 km jižně od Vranje.
Místní nádraží nicméně stojí daleko od města, je odděleno od jeho intravilánu.
Ve městě je v provozu několik autobusových linek, které zajišťují obslužnost na jeho území.

## Školství
V roce 2008 bylo na území města Vranje evidováno 10 832 žáků základních a 4 948 studentů středních škol. Vedle běžných základních a středních škol se zde nacházejí i dvě školy se speciální výukou, a to hudební škola Stevana Mokranjce a Škola pro základní a střední vzdělávání Vule Antiće. Nachází se zde také jedna vyšší odborná škola a tři detašované fakulty vysoké školy, které se soustředí na lesnictví, strojírenství a technologie.
V roce 1999 mělo město pět středních škol a šest základních škol. V současné době má Vranje 15 základních a 8 středních škol.

## Sport
Působí zde fotbalový tým FK Dinamo, který hraje na městském stadionu.

## Zdravotnictví
Vranje má vlastní Městskou nemocnici (srbsky Gradska bolnica Vranje).

## Slavní rodáci
- Borisav Stanković (1876—1927), srbský realistický spisovatel
- Justin Popović (1894—1979), pravoslavný teolog
- Jovan Hadži-Vasiljević (1866—1946), historik
- Rista Nikolić (1877—1917), student Jovana Cvijiće[13], zakladatel Srbské zeměpisné společnosti.
- Hadži Todor Dimitrijević (1889—1977), lingvista a publicista
- Đorđe Tasić (1892—1943), doktor práv
- Olivera Verica Đorđević (1922—1942), účastnice partyzánského boje
- Sima Pogačarević (1908—1941), bojovník z druhé světové války
- Milan Vlajinac (1877—1964) člen srbské delegace na mírové konferenci ve Versailles.
- Jovan Stefanović Kursula (1900—1968), operní zpěvák
- Radoslav Radivojević (1943—2009), herec
- Vera Cenić (1930—), spisovatelka
- Miroslav Cera Mihailović (1955—), spisovatelka,
- Sunčica Denić (1956—), spisovatelka
- Blagoje Savić, básník
- Nenad Trajković, básník překladatel a literární kritik
- Jug Radivojević, divadelní režisér
- Ana Radivojević, režisérka a herečka
- Ljubiša Opačić (1968—2008), kytarista skupiny Bajaga i Instruktori